# Ambly-sur-Meuse
Ambly-sur-Meuse is een gemeente in het Franse departement Meuse (regio Grand Est). De gemeente telde 241 inwoners op 1 januari 2022.
De plaats maakt deel uit van het kanton Dieue-sur-Meuse in het arrondissement Verdun. Voor maart 2015 was het deel van het kanton Verdun-Est, dat toen werd opgeheven.

## Geografie
De oppervlakte van Ambly-sur-Meuse bedroeg op 1 januari 2022 6,34 vierkante kilometer; de bevolkingsdichtheid was toen 38 inwoners per km².

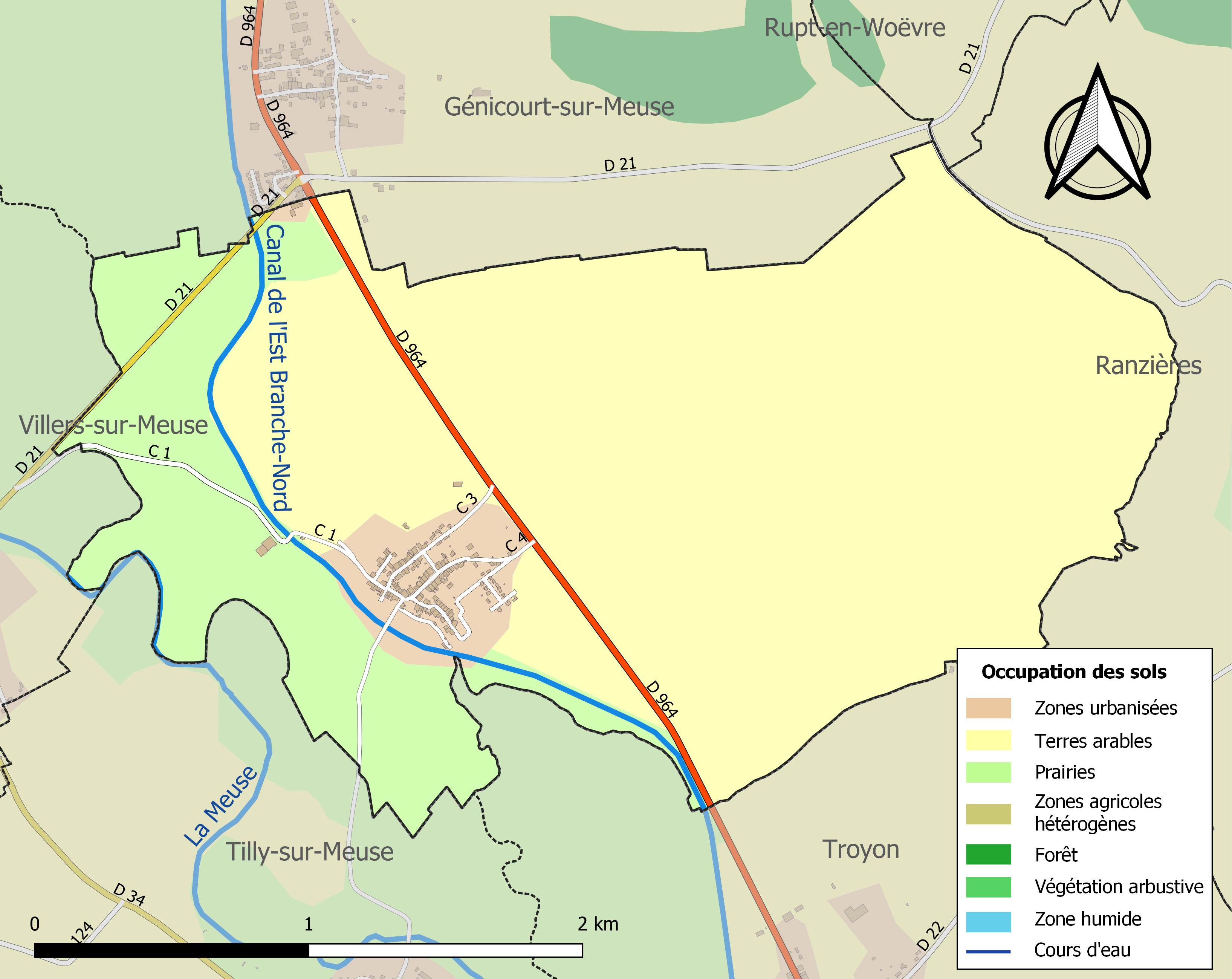
Kaart van de gemeente met de belangrijkste infrastructuur, bodemgebruik en omliggende gemeenten

## Demografie
Onderstaande figuur toont het verloop van het inwonertal (bron: INSEE-tellingen).